# 大川永
大川 永（おおかわ はるか、1993年12月8日 - ）は、日本の女優。2014年からミュージカルカンパニー イッツフォーリーズに所属。尚美ミュージックカレッジ専門学校ミュージカル学科卒。「永遠の永と書いて、はるかと読みます」が自己紹介の定番。

## 出演

### 舞台
- ミュージカル「バウムクーヘンとヒロシマ」（2025年〈予定〉、JMSアステールプラザ 大ホール）[2]
- ミュージカル「鉄鼠の檻」（2024年、紀伊國屋サザンシアター TAKASHIMAYA・サンケイホールブリーゼ） - 鳥口里美 役[3][4]
- ミュージカル『聲の形』（2023年、サンシャイン劇場） - 西宮結絃 役（Wキャスト）[5]
- a new musical「ヴァグラント」(2023年、明治座・新歌舞伎座)
- 舞台「G7」(2022年、三越劇場)
- 「ぼくたちの音を楽しむ」(2022年、博品館劇場)
- ミュージカル「魍魎の匣」（2021年、オルタナティブシアター） - 鳥口里美 役
- ミュージカル「おれたちは天使じゃない」（2021年〜、全国公演・俳優座劇場） - ヒロイン・大塚エミ役
- 音楽劇「獅子吼」（2020年、上野ストアハウス）
- ミュージカル「ナミヤ雑貨店の奇蹟」（2020年、俳優座劇場） - 皆月暁子 役
- 日本の演劇人を育てるプロジェクト文化庁海外研修の成果公演「まじめが肝心」（2020年、恵比寿・エコー劇場） - セシリー 役
- 劇団骸骨ストリッパー 恋愛絵巻「かぐや姫と菊五郎」（2019年、武蔵野芸術劇場）
- ミュージカル「YOSHIKO〜悔いなき命を〜」（2019年、紀伊國屋ホール） - 杉山智恵 役
- ミュージカル「遠ざかるネバーランド」（2018年、俳優座劇場） - エコー 役
- イッツフォーリーズライブ「平和をうたおう」（2018年、上野水上音楽堂）
- 「ボクたちのうた〜手のひらを太陽に」（2018年、全国公演）
- 山口ちはるプロデュース「勝手にPV」 （2017年、OFF・OFF シアター）
- ミュージカル「ルドルフとイッパイアッテナ」（2016年 -2020年 、全国公演） - 主演・ルドルフ役
- ミュージカル「見上げてごらん夜の星を」（2016年、あうるすぽっと）
- うた物語「手のひらを太陽に いずみたくとやなせたかし」（2016年、俳優座劇場）
- 100点un・チョイス！番外公演Vol.1「ハピプラ！」（2016年、テアトルBONBON）
- ミュージカル「ファーブル昆虫記」（2015 - 2016年、全国公演）
- ミュージカル「あさはなび」（2015年、ザ・ポケット）
- イッツフォーリーズ新人公演「EVEイブ」（2015年、トランクシアター）
- 第5回したまち演劇祭in台東 「唄のある風景」（2014年、木馬亭）

### CM
- 「ヨドバシカメラ」（2021年）
- 「新ビオフェルミンS・正しい飲み方編」歌（2017年）
- 「ドコモdTV」（2015年）

### テレビ
- BS 朝日「昭和偉人伝 越路吹雪・有馬稲子編」
- NHK「2014紅白歌合戦」（2014年）
- NHK「新春 歌謡コンサート」（2014年）

### その他
- "UTAMARO" Songs from Japanese Musical（2017年、ワシントンD.C.スミソニアン博物館フリーア美術館）
- EAST KIMURA「Ocarina Story ”音、光、色、香りの調和 癒しの響宴”」（2015年、東京国際フォーラム）